# Carroll County, Indiana
Carroll County är ett county i delstaten Indiana, USA, med 20 166 invånare. Den administrativa huvudorten (county seat) är Delphi. 

## Geografi
Enligt United States Census Bureau har countyt en total area på 971 km². 963 km² av den arean är land och 8 km² är vatten. 

### Angränsande countyn
- Cass County - nordost
- Howard County - öst
- Clinton County - syd
- Tippecanoe County - sydväst
- White County - nordväst